# Alcaligenes nematophilus
Alcaligenes nematophilus es una especie de  bacteria gramnegativa del género Alcaligenes. Fue descrita en el año 2023. Su etimología hace referencia a nematodo. Es aerobia y móvil. Tiene un tamaño de 0,5-0,8 μm de ancho por 1,3-1,9 μm de largo. Temperatura de crecimiento entre 20-42 °C, óptima de 30 °C. Catalasa y oxidasa positivas. Tiene un genoma de 4,25 Mpb y un contenido de G+C de 56,41%. Se ha aislado del nematodo Oscheinus tipulate en Túnez. 